# Новотроицкий сельсовет (Мишкинский район)
Новотроицкий сельсовет — муниципальное образование в Мишкинском районе Башкортостана.
Административный центр — село Новотроицкое.

## История
Согласно Закону о границах, статусе и административных центрах муниципальных образований в Республике Башкортостан имеет статус сельского поселения.

## Население
| 2002  | 2009  | 2010  | 2012  | 2013  | 2014  | 2015  |
| ----- | ----- | ----- | ----- | ----- | ----- | ----- |
| 1346  | ↘1293 | ↘1233 | ↘1199 | ↘1156 | ↘1138 | ↘1102 |
| 2016  | 2017  | 2018  |       |       |       |       |
| ↗1121 | ↘1089 | ↘1049 |       |       |       |       |

## Состав сельского поселения
| № | Населённый пункт | Тип населённого пункта       | Население |
| - | ---------------- | ---------------------------- | --------- |
| 1 | Новотроицкое     | село, административный центр | ↘450      |
| 2 | Бирюбаш          | деревня                      | ↘378      |
| 3 | Рефанды          | деревня                      | ↘249      |
| 4 | Укозяш           | деревня                      | ↘156      |
| 5 | Михайловка       | деревня                      | ↘0        |
| 6 | Худяковка        | деревня                      | →0        |